# Rudtjärnen (Överkalix socken, Norrbotten)
Rudtjärnen är en sjö i Överkalix kommun i Norrbotten och ingår i Kalixälvens huvudavrinningsområde.